# Transparantie (markt)
Transparantie is een term die onder meer wordt gebruikt in relatie tot het tot stand komen van marktprijzen.
De Nederlandse organisatie die zich met transparantie bezighoudt is de Nederlandse Mededingingsautoriteit (NMa). Onderdeel van de NMA zijn de DTe en de Vervoerkamer. De NMA werkt nauw samen met de FIOD-ECD.
In België is de bevoegde instelling de Belgische Mededingingsautoriteit, een onderdeel van de Federale Overheidsdienst Economie, K.M.O., Middenstand en Energie. Binnen de instelling bestaat ook het Mededingingscollege, een administratief rechtscollege, bevoegd voor geschillen. 